# Liste der Bodendenkmale in Taucha
In der Liste der Bodendenkmale in Taucha sind die Bodendenkmale der Stadt Taucha und ihrer Ortsteile nach dem Stand der Auflistung von Klaus Kroitzsch und Harald Quietzsch aus dem Jahr 1984 aufgelistet. Eventuelle Änderungen und Ergänzungen, insbesondere aus der Zeit nach der Wende, sind nicht berücksichtigt, da für Sachsen aktuell keine neueren allgemein zugänglichen Bodendenkmallisten vorliegen. Die Baudenkmale sind in der Liste der Kulturdenkmale in Taucha aufgeführt.
| Denkmal-ID | Fundart            | Ortsteil  | Bezeichnung              | Zeitstellung | Lage                                                                                                 | Bemerkungen | Bild |
| ---------- | ------------------ | --------- | ------------------------ | ------------ | --- | --- | ---- |
| ?          | Befestigung > Burg | Cradefeld | Wehranlage „Försterberg“ | Mittelalter? | nördlicher Ortsrand, östliches Hochufer der Parthe, Gutsbereich und Bereich der ehemaligen Försterei | überbaut und verändert, Abgrenzung unklar, Schutz seit 10. August 1935, erneuert 15. Januar 1959                                                                       |      |
| ?          | Befestigung > Burg | Döbitz    | Wallanlage „Gewinneberg“ | Slawenzeit   | südwestlich des Orts, Bergkuppe auf dem nordwestlichen Hochufer der Parthe                           | Ringwall in randlicher Höhenlage, doppelter Wall mit Zwischengraben, Schutz seit 30. August 1934, erneuert 25. November 1958, erweitert 25. Februar 1975               |      |
| ?          | Befestigung > Burg | Graßdorf  | Wasserburg               | Mittelalter  | Ortslage, direkt nordöstlich der Gutsgebäude, Partheniederung                                        | eingeebnet, oberirdisch nicht mehr sichtbar, Grabung 1955, Schutz seit 25. November 1958                                                                               |      |
| ?          | Befestigung > Burg | Seegeritz | Wehranlage „Kirchberg“   | Mittelalter  | nördlicher Ortsrand, Bereich des Kirchhofs, Parthehochufer                                           | ovaler Ringwall mit Wallzügen im Westen und Norden, im Osten und Süden Ausnutzung der natürlichen Steilböschungen, Schutz seit 12. Januar 1938, erneuert 10. Juni 1958 |      |
| ?          | Befestigung > Burg | Taucha    | Wehranlage „Schlossberg“ | Mittelalter  | westlicher Altstadtrand, Geländesporn über der Partheniederung                                       | überbaute Spornburg, Wall nicht erhalten, verflachter Abschnittsgraben im Osten erhalten, Schutz seit 18. Juli 1938, 25. November 1958                                 |      |